# De Brakke Hond
De Brakke Hond (flämisch: „Der brave Hund“) ist ein 1983 gegründetes niederländischsprachiges Magazin für Literatur im flämischen Sprachraum.
Das Magazin bezeichnet sich, gemäß dem Namen, ironisch als „Zeitschrift für Hundeliebhaber“:

„De Brakke Hond is geen tijdschrift voor hondenliefhebbers die zich interesseren voor hondenvoeding, hondenverzorging, puppies en hondenvakanties, het bevat 100% literatuur.“

Schnell wurde es eines der einflussreichsten Veröffentlichungen im flämischen Sprachraum. Jedes Jahr wird ein vielbeachteter Schreibwettbewerb organisiert.
Seit 1995 betreibt das Magazin eine eigene Homepage, die sich bis heute zu einer der größten Online-Sammlungen für Erzählungen, Gedichte, Prosa etc. in flämischer Sprache entwickelt hat.